# Jamie Leweling
Jamie Leweling (Norimberga, 26 febbraio 2001) è un calciatore tedesco con cittadinanza ghanese, centrocampista o attaccante dello Stoccarda e della nazionale tedesca.

## Caratteristiche tecniche
È un esterno destro e seconda punta. Abbina la sua grande velocità ad un buon dribbling.

## Carriera

### Club
Cresciuto nel settore giovanile del Greuther Fürth, debutta in prima squadra il 28 luglio 2019 in occasione dell'incontro di 2. Fußball-Bundesliga perso 2-0 contro l'Erzgebirge Aue. Il 7 dicembre seguente realizza la sua prima rete, segnando al 93' il gol del definitivo 3-1 contro il Bochum.
Il 17 maggio 2022 viene acquistato dall'Union Berlino.
Il 13 luglio 2023 viene ceduto in prestito allo Stoccarda.
Il 19 maggio 2024 viene riscattato dal club biancorosso.

### Nazionale
In possesso di doppio passaporto, dopo aver militato nelle rappresentative Under-19 e Under-20 tedesche ha ricevuto la convocazione del CT della nazionale ghanese nell'ottobre 2020.
Successivamente torna sui propri passi giocando con la nazionale Under-21 tedesca.
Il 4 ottobre 2024 viene convocato per la prima volta in nazionale maggiore in vista delle sfide di Nations League contro Bosnia ed Erzegovina e Paesi Bassi. Fa il suo esordio dieci giorni dopo contro gli olandesi segnando il gol vittoria dei tedeschi (1-0).

## Statistiche

### Presenze e reti nei club
Statistiche aggiornate al 20 marzo 2025.
| Stagione              | Squadra               | Campionato            | Campionato | Campionato | Coppe nazionali | Coppe nazionali | Coppe nazionali | Coppe continentali | Coppe continentali | Coppe continentali | Altre coppe | Altre coppe | Altre coppe | Totale | Totale | Totale |
| Stagione              | Squadra               | Comp                  | Pres       | Reti       | Comp            | Pres            | Reti            | Comp               | Pres               | Reti               | Comp        | Pres        | Reti        | Pres   | Reti   |        |
| --------------------- | --------------------- | --------------------- | ---------- | ---------- | --------------- | --------------- | --------------- | ------------------ | ------------------ | ------------------ | ----------- | ----------- | ----------- | ------ | ------ | ------ |
| 2019-2020             | Greuther Fürth        | 2L                    | 22         | 3          | CG              | 1               | 0               | -                  | -                  | -                  | -           | -           | -           | 23     | 3      |        |
| 2020-2021             | Greuther Fürth        | 2L                    | 24         | 1          | CG              | 3               | 0               | -                  | -                  | -                  | -           | -           | -           | 27     | 1      |        |
| 2021-2022             | Greuther Fürth        | BL                    | 33         | 5          | CG              | 1               | 0               | -                  | -                  | -                  | -           | -           | -           | 34     | 5      |        |
| Totale Greuther Fürth | Totale Greuther Fürth | Totale Greuther Fürth | 79         | 9          |                 | 5               | 0               |                    | -                  | -                  |             | -           | -           | 84     | 9      |        |
| 2022-2023             | Union Berlino         | BL                    | 16         | 1          | CG              | 2               | 0               | UEL                | 7                  | 0                  | -           | -           | -           | 25     | 1      |        |
| 2023-2024             | Stoccarda             | BL                    | 34         | 4          | CG              | 4               | 0               | -                  | -                  | -                  | -           | -           | -           | 38     | 4      |        |
| 2024-2025             | Stoccarda             | BL                    | 20         | 2          | CG              | 3               | 0               | UCL                | 5                  | 2                  | SG          | 1           | 0           | 29     | 4      |        |
| Totale Stoccarda      | Totale Stoccarda      | Totale Stoccarda      | 54         | 6          |                 | 7               | 0               |                    | 5                  | 2                  |             | 1           | 0           | 67     | 8      |        |
| Totale carriera       | Totale carriera       | Totale carriera       | 149        | 16         |                 | 14              | 0               |                    | 12                 | 2                  |             | 1           | 0           | 176    | 18     |        |

### Cronologia presenze e reti in nazionale
| Cronologia completa delle presenze e delle reti in nazionale ― Germania | Cronologia completa delle presenze e delle reti in nazionale ― Germania | Cronologia completa delle presenze e delle reti in nazionale ― Germania | Cronologia completa delle presenze e delle reti in nazionale ― Germania | Cronologia completa delle presenze e delle reti in nazionale ― Germania | Cronologia completa delle presenze e delle reti in nazionale ― Germania | Cronologia completa delle presenze e delle reti in nazionale ― Germania | Cronologia completa delle presenze e delle reti in nazionale ― Germania |
| Data                                                                    | Città                                                                   | In casa                                                                 | Risultato                                                               | Ospiti                                                                  | Competizione                                                            | Reti                                                                    | Note                                                                    |
| ----------------------------------------------------------------------- | ----------------------------------------------------------------------- | ----------------------------------------------------------------------- | ----------------------------------------------------------------------- | ----------------------------------------------------------------------- | ----------------------------------------------------------------------- | ----------------------------------------------------------------------- | ----------------------------------------------------------------------- |
| 14-10-2024                                                              | Monaco di Baviera                                                       | Germania                                                                | 1 – 0                                                                   | Paesi Bassi                                                             | UEFA Nations League 2024-2025 - 1º turno                                | 1                                                                       | 87’                                                                     |
| 20-3-2025                                                               | Milano                                                                  | Italia                                                                  | 1 – 2                                                                   | Germania                                                                | UEFA Nations League 2024-2025 - Quarti di finale                        | -                                                                       | 66’                                                                     |
| Totale                                                                  |                                                                         | Presenze                                                                | 2                                                                       |                                                                         | Reti                                                                    | 1                                                                       |                                                                         |

## Palmarès

### Competizioni nazionali
- Coppa di Germania: 1

Stoccarda: 2024-2025